# Matsudo
Matsudo (japanisch 松戸市, -shi) ist eine Großstadt nordöstlich von Tokio in der Präfektur Chiba, auf Honshū, der Hauptinsel von Japan.

## Geographie
Matsudo liegt nördlich von Funabashi, östlich von Misato, südlich von Nagareyama und nordöstlich von Tokio.
Die Stadt hat zwei größere Flüsse, Edo und Tone.

## Geschichte
In der Edo-Zeit war Matsudo ein wichtiger Flusshafen und eine Poststation an der Überlandstraße Mito Kaidō. Seit dem Zweiten Weltkrieg gibt es Metallindustrie und Maschinenbau. Die Stadt ist zudem zum Wohnort für Pendler nach Tokio geworden.
Matsudo erhielt am 1. April 1943 Stadtrecht.

## Verkehr
- Zug:
  - JR Musashino-Linie, nach Funabashi, Saitama und Fuchu
  - JR Jōban-Linie, nach Ueno oder Sendai
- Straße:
  - Nationalstraße 6 nach Tōkyō oder Sendai
  - Nationalstraße 298,464

## Wirtschaft
Wirtschaftlich bedeutsam sind unter anderem Nahrungsmittelherstellung, Textilindustrie und Konstruktionsfirmen.

## Söhne und Töchter der Stadt
- Ginji Aki (* 1994), Fußballspieler
- Chika Hirao (* 1996), Fußballspielerin
- Kazuki Itō (* 1987), Fußballspieler
- Hiroshi Kamiya (* 1975), Synchronsprecher
- Hideki Konno (* 1965), Spieleentwickler
- Rachid Muratake (* 2002), Hürdenläufer
- Haruko Obokata (* 1983), Stammzellbiologin
- Yūki Ōhashi (* 1996), Fußballspieler
- Saki Ueno (* 1994), Fußballspielerin
- Yūji Unozawa (* 1983), Fußballspieler
- Hideaki Wakui (* 1986), Baseballspieler
- Naoko Yamazaki (* 1970), zweite japanische Astronautin
- Tsutomu Yamazaki (* 1936), Schauspieler
- Arata Yoshida (* 2000), Fußballspieler

## Angrenzende Städte und Gemeinden
- Kashiwa
- Ichikawa
- Kamagaya
- Nagareyama
- Tokio: Stadtbezirk Katsushika
- Misato

## Städtepartnerschaften
- Box Hill, Australien, seit 1971
- Kurayoshi, Japan, seit 2004